# West Concord (Minnesota)
West Concord é uma cidade localizada no estado americano de Minnesota, no Condado de Dodge.

## Demografia
Segundo o censo americano de 2000, a sua população era de 836 habitantes.
Em 2006, foi estimada uma população de 818, um decréscimo de 18 (-2.2%).

## Geografia
De acordo com o United States Census Bureau tem uma área de
2,8 km², dos quais 2,8 km² cobertos por terra e 0,0 km² cobertos por água. West Concord localiza-se a aproximadamente 375 m acima do nível do mar.

## Localidades na vizinhança
O diagrama seguinte representa as localidades num raio de 20 km ao redor de West Concord.